# La La La…
「La La La…」（ラ・ラ・ラ）は、小泉今日子が1990年6月21日にビクター音楽産業からリリースした30枚目のシングル。

## 解説
7月リリースアルバム『No.17』からの先行シングル。
カップリング曲は、同アルバム収録曲のショート・ヴァージョン。

## 収録曲
全作詞：小泉今日子／作曲・編曲：藤原ヒロシ・屋敷豪太
1. La La La…
2. La La La…（Dub Mix）
3. La La La…（Back Tracks）
4. ドライブ（Short Version）